# Ischnocnema pusilla
Ischnocnema pusilla är en groddjursart som först beskrevs av Werner C.A. Bokermann 1967.  Ischnocnema pusilla ingår i släktet Ischnocnema och familjen Brachycephalidae. IUCN kategoriserar arten globalt som otillräckligt studerad. Inga underarter finns listade i Catalogue of Life.